# Enchère des pauvres
L'enchère des pauvres (finnois : huutolaisuus, suédois : fattigauktion) est un système de placement en famille d'accueil d'enfants abandonnés ou orphelins qui fut en vigueur en Finlande et en Suède au XIXe siècle et au début du XXe siècle.

## Principe
Il s'agit d'un système d'enchères au moins disant par lequel une paroisse ou municipalité cède un enfant à la famille d'accueil ou à la personne demandant le moins d'argent pour l'entretien de cet enfant.
La paroisse ou municipalité verse à la famille d'accueil la somme correspondante.
Les enfants pouvaient être ainsi placés mais aussi les personnes âgées, malades ou handicapées.
Des conditions d'accueil inhumaines et des abus répétés font parler de situations d'esclavage,.

## Histoire

### Finlande
Le placement aux enchères a lieu traditionnellement le 28 décembre qui est le jour des Saints Innocents. 
Le système était commun en Finlande, en particulier à la fin du XIXe siècle et au début du XXe siècle jusqu'à son abandon en 1923 quand entre en vigueur la Loi des soins aux nécessiteux (fi).
Néanmoins, les autorités organiseront des placements aux enchères dans les années 1930, parce que la loi était alors peu appliquée. 
La dernière enchère tenue avec certitude a eu lieu en Finlande en 1935. 
La vente aux enchères va progressivement prendre fin pour être remplacée par le placement des enfants dans des familles d'accueil recevant de l'argent public.
Les modalités de placement par enchères seront améliorées en attendant leur disparition totale.
Ainsi en 1865, lors de la mise en place de l'école primaire en Finlande, Juhana Idänpään-Heikkilä demanda que les enfants placés doivent aller à l'école.

### Suède
Les enchères des pauvres sont interdites en Suède en 1918.

## Célébrités passées par le système
- Antti Airio
- Valfrid Eskola
- Johannes From
- Jussi Kujala
- Eino Kujanpää
- Jukka Lankila
- Joel Lehtonen
- Sirkka-Liisa Lähteenoja
- Harry Martinson
- Samuli Rantanen
- Kalle Renfors
- Vasili Suosaari
- Mikko Tervas
- Vilho Verronen
- Siiri Åkerberg
- Ville Väisänen
- Fredrik Vilhelm Thorsson
- Axel Karlson